# Раћибож
Раћибож (пољ. Racibórz, чеш. Ratiboř) је град у Пољској у Војводству Шлеском у Повјату раћибошком. Према попису становништва из 2011. у граду је живело 56.289 становника.
Налази се у историјској области Горња Шлезија, у долини реке Одре близу чешке границе. Раћибож је град на чију су културу утицали Пољаци, Чеси, Моравци и Немци.

## Становништво
Према прелиминарним подацима са пописа, у граду је 2011. живело 56.289 становника.
| 1946.  | 1950.  | 1960.  | 1970.  | 1980.  | 2002.  | 2011.  | 2012.  |
| ------ | ------ | ------ | ------ | ------ | ------ | ------ | ------ |
| 19.605 | 26.447 | 32.523 | 40.600 | 55.532 | 59.495 | 56.289 | 56.084 |

## Партнерски градови
- Калињинград
- Леверкузен
- Будимпешта XIV округ
- Кенђежин Козле
- Опава
- Рот
- Tysmenytsia
- Wrexham